# Нековце
Нековце (алб. Nekoc) је насеље у општини Глоговац, Косово и Метохија, Република Србија.

## Становништво
| Демографија | Демографија | Демографија |
| Година      | Становника  | Становника  |
| ----------- | ----------- | ----------- |
| 1948.       | 794         |             |
| 1953.       | 885         |             |
| 1961.       | 1.030       |             |
| 1971.       | 1.386       |             |
| 1981.       | 1.993       |             |
| 1991.       | 2.688       |             |